# The Food Gamblers
The Food Gamblers er en amerikansk stumfilm fra 1917 af Albert Parker.

## Medvirkende
- Wilfred Lucas som Henry Havens.
- Hedda Hopper som June Justice.
- Mac Barnes.
- Russell Simpson som Sloane.
- Jack Snyder som Dopey Benny.